# Asia Motors

Logo der Asia Motors

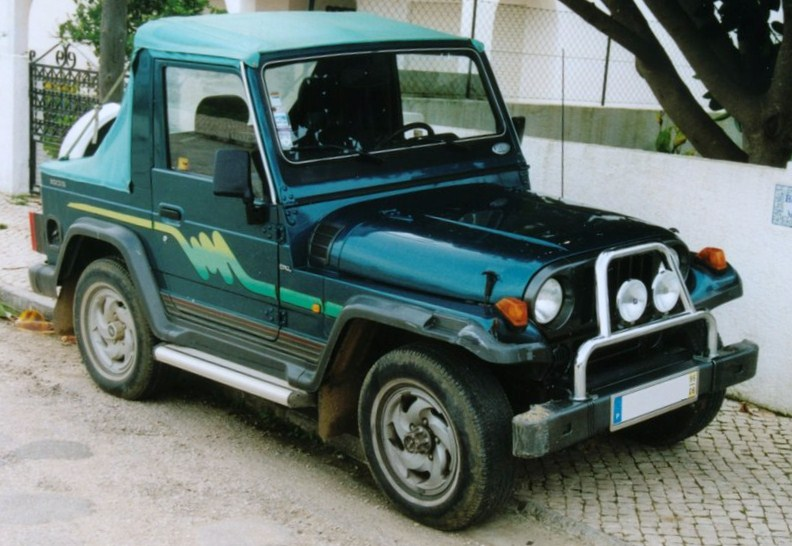
Asia Rocsta

Asia Motors war ein 1965 gegründeter südkoreanischer Hersteller von Geländewagen, LKW, Bussen, speziellen militärischen Fahrzeugen, Motoren und anderen Kfz-Komponenten.
In den Jahren 1970 bis 1973 wurde als Joint Venture mit Fiat der Fiat 124 in Korea bei  produziert.
Kia übernahm den Hersteller 1976. Da wiederum die Hyundai Group im Jahr 1998 Kia Motors übernahm, wurde Asia Motors mit Kia Motors 1999 vollständig fusioniert und die Hyundai Motor Group gebildet.
Das Hauptprodukt der Marke ist der Jeep-ähnliche Asia Rocsta, der von 1990 bis 1999 gebaut wurde. Nach der Asienkrise 1997, der Übernahme von Kia und der Einstellung der Marke Asia wurde der Nachfolger Retona hauptsächlich als Kia Retona verkauft.
In Australien gibt es noch eine unabhängige Firma Asia Motors Australia Pty Ltd., die jedoch nur den Namen Asia nutzt und hauptsächlich Busse vertreibt.